# Kamila Skolimowska

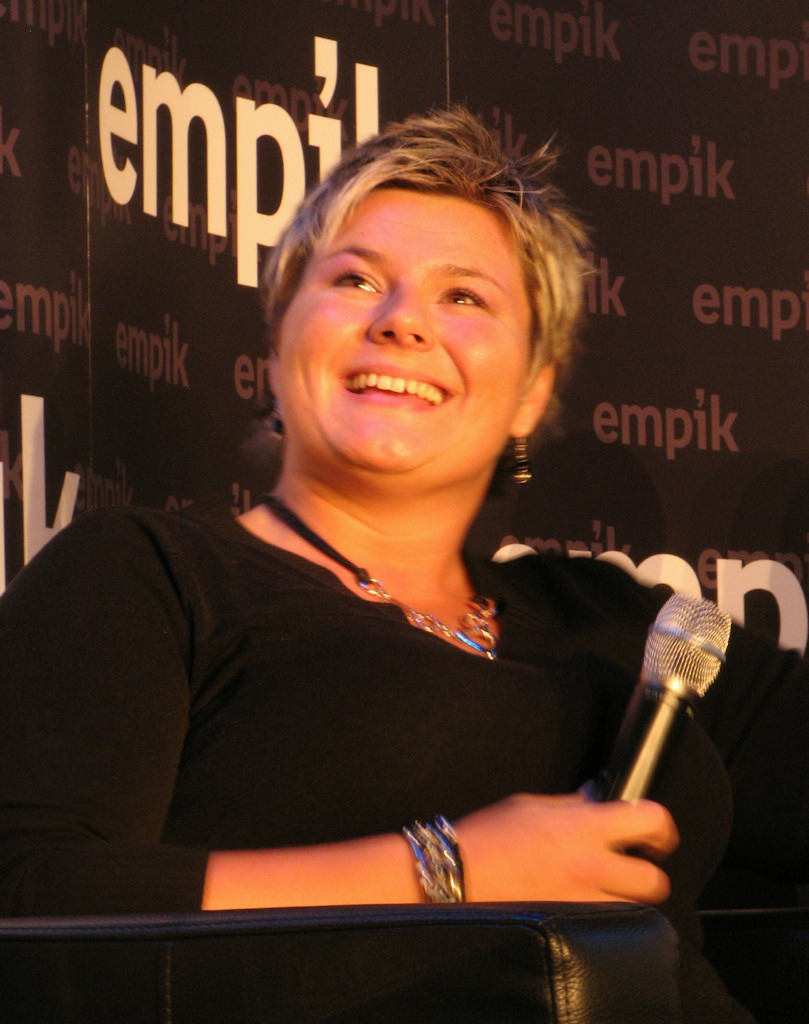
Kamila Skolimowska (2008)

Kamila Skolimowska (* 4. November 1982 in Warschau; † 18. Februar 2009 in Vila Real de Santo António, Portugal) war eine polnische Hammerwerferin und Olympiasiegerin.
Skolimowska wurde mit 13 Jahren in der für Frauen noch jungen Leichtathletikdisziplin Polnische Meisterin mit dem Landesrekord von 47,66 m. Im Jahr darauf wurde sie Junioreneuropameisterin und 1998 belegte sie bei den Europameisterschaften in Budapest den siebten Platz. 1999 stellte sie in Warschau mit 66,62 m ihren ersten von fünf Juniorenweltrekorden auf und wurde kurz darauf Juniorenweltmeisterin.
Kurz vor den Olympischen Spielen 2000 in Sydney warf sie zum ersten Mal über 70 Meter. In Sydney steigerte sie sich auf 71,16 m und gewann die Goldmedaille mit fast anderthalb Metern Vorsprung auf Olga Kusenkowa (Russland) und fast zwei Metern auf Kirsten Münchow (Deutschland). Sie war damit die jüngste Olympiasiegerin dieser Spiele.
Bei den Weltmeisterschaften 2001 in Edmonton wurde sie Vierte, und bei den Europameisterschaften in München gewann sie 2002 Silber.
2003 wurde sie Achte bei den Weltmeisterschaften in Paris, 2004 Fünfte bei den Olympischen Spielen in Athen und 2005 Sechste bei den Weltmeisterschaften in Helsinki sowie Siegerin bei der Universiade.
Bei den Europameisterschaften in Göteborg errang sie im Jahr 2006 die Bronzemedaille, und am 11. Mai 2007 stellte sie mit 76,83 m ihren 17. polnischen Rekord auf. Mit dieser Weite war sie zuletzt (Februar 2009) Vierte der Ewigen Weltrangliste. Bei den Weltmeisterschaften 2007 in Ōsaka kam sie auf den vierten Platz. Bei den Olympischen Spielen 2008 in Peking qualifizierte sie sich für das Finale, in dem ihr allerdings kein gültiger Versuch gelang.

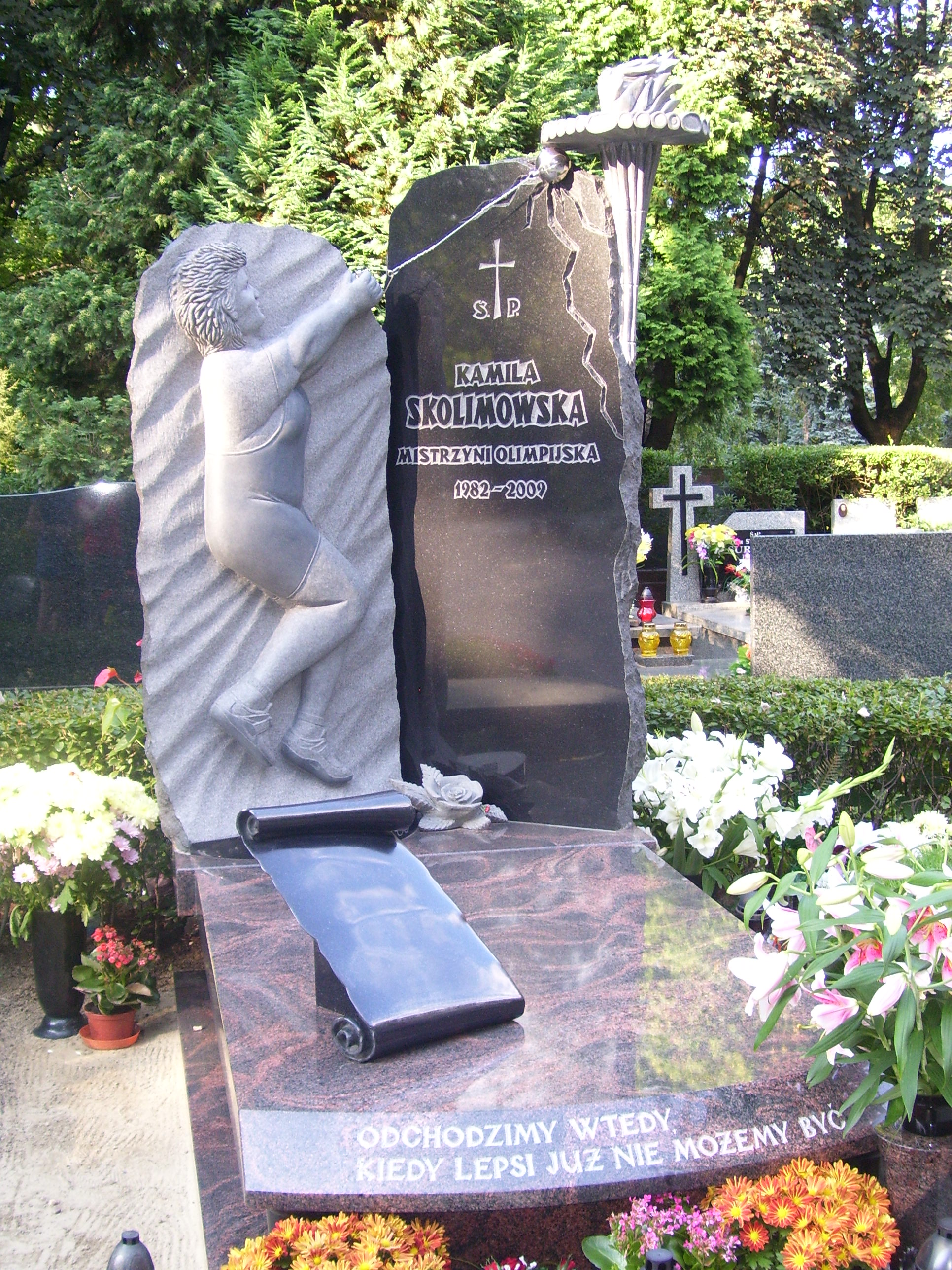
Das Grab von Kamila Skolimowska

Im Jahr darauf starb sie überraschend in einem Trainingslager in Vila Real de Santo António an einer Pulmonalembolie.
Kamila Skolimowska war 1,80 m groß und wog 105 kg. Ihr Vater war der ehemalige Gewichtheber und Olympiateilnehmer Robert Skolimowski, ihre Mutter Teresa Wenta war eine erfolgreiche Handballerin. Von 2004 bis zu ihrem Tod war Kamila Skolimowska bei der Polizei in Piaseczno angestellt. 2005 schloss sie ein Studium der Wirtschaftswissenschaften an der Universität Warschau als Magister ab.
Ihr Grab befindet sich auf dem Powązki-Militärfriedhof in Warschau.
Seit 2009 wird jährlich, bis auf 2010, in Warschau das Leichtathletik-Meeting Warszawski Memoriał Kamili Skolimowskiej in Erinnerung an die Olympiasiegerin ausgetragen. Es wird von der Stiftung Fundacja Kamili Skolimowskiej veranstaltet. Zunächst war die Veranstaltung am 2. Mai 2009 als einmalige Ausgabe gedacht. Es fanden Hammerwurfwettbewerbe der Frauen und Männer statt. 2011 wurde es mit zusätzlichen Disziplinen fortgeführt. Nach kleineren Stadien wird es seit 2014 im Nationalstadion ausgetragen. Bei der siebten Ausgabe am 28. August 2016 warf Anita Włodarczyk den Hammer auf die Weltrekordweite von 82,98 m.